# Världsmästerskapen i rodd 2018

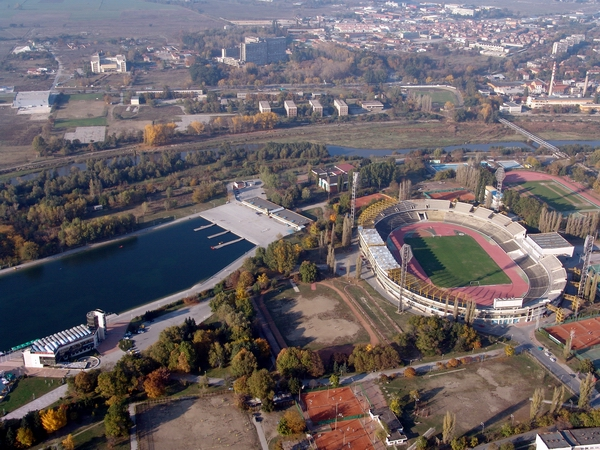
Plovdiv Stadium i Bulgarien

Världsmästerskapen i rodd 2018 arrangerades mellan den 9 och 16 september 2018 i Plovdiv i Bulgarien. Det var den 48:e upplagan av världsmästerskapen i rodd.

## Medaljörer

### Herrar
Icke olympisk klass
| Gren                     | Guld | Guld    | Silver | Silver  | Brons | Brons   |
| Singelsculler (M1x)      | Kjetil Borch Norge | 6.38,31 | Ondřej Synek Tjeckien | 6.39,90 | Mindaugas Griškonis Litauen | 6.42,90 |
| Dubbelsculler (M2x)      | Frankrike Hugo Boucheron Matthieu Androdias | 6.05,16 | Schweiz Barnabé Delarze Roman Röösli | 6.06,49 | Nya Zeeland John Storey Chris Harris | 6.06,71 |
| Scullerfyra (M4x)        | Italien Filippo Mondelli Andrea Panizza Luca Rambaldi Giacomo Gentili                                                                             | 5.35,31 | Australien Caleb Antill Campbell Watts Alexander Purnell David Watts                                                                     | 5.36,51 | Ukraina Dmytro Michhaj Serhij Hryn Oleksandr Nadtoka Ivan Dovhodko                                                                                   | 5.37,28 |
| Tvåa utan styrman (M2−)  | Kroatien Martin Sinković Valent Sinković | 6.14,96 | Rumänien Marius Cozmiuc Ciprian Tudosă                                                                                                   | 6.16,90 | Frankrike Valentin Onfroy Théophile Onfroy | 6.17,51 |
| Fyra utan styrman (M4−)  | Australien Joshua Hicks Spencer Turrin Jack Hargreaves Alexander Hill                                                                             | 5.44,74 | Italien Matteo Castaldo Bruno Rosetti Matteo Lodo Marco Di Costanzo                                                                      | 5.44,99 | Storbritannien Thomas Ford Jacob Dawson Adam Neill James Johnston                                                                                    | 5.46,46 |
| Åtta med styrman (M8+)   | Tyskland Johannes Weißenfeld Felix Wimberger Max Planer Torben Johannesen Jakob Schneider Malte Jakschik Richard Schmidt Hannes Ocik Martin Sauer | 5.24,31 | Australien Liam Donald Robert Black Angus Moore Simon Keenan Nicholas Purnell Timothy Masters Josh Booth Angus Widdicombe Kendall Brodie | 5.26,11 | Storbritannien James Rudkin Alan Sinclair Tom Ransley Thomas George Mohamed Sbihi Oliver Wynne-Griffith Matthew Tarrant William Satch Henry Fieldman | 5.26,14 |
| Lättvikt                 | |         | |         | |         |
| Singelsculler (LM1x)     | Jason Osborne Tyskland | 6.56,36 | Michael Schmid Schweiz | 6.58,34 | Andrew Campbell USA | 7.00,04 |
| Dubbelsculler (LM2x)     | Irland Gary O'Donovan Paul O'Donovan | 6.06,81 | Italien Stefano Oppo Pietro Ruta | 6.08,31 | Belgien Tim Brys Niels Van Zandweghe | 6.11,25 |
| Scullerfyra (LM4x)       | Tyskland Joachim Agne Max Röger Florian Roller Moritz Moos                                                                                        | 5.51,21 | Italien Catello Amarante Paolo Di Girolamo Andrea Micheletti Matteo Mulas                                                                | 5.52,85 | Turkiet Mert Kartal Bayram Sönmez Fatih Ünsal Enes Kuşku                                                                                             | 5.53,95 |
| Tvåa utan styrman (LM2−) | Italien Giuseppe Di Mare Alfonso Scalzone | 6.38,55 | Grekland Antonios Papakonstantinou Ioannis Marokos                                                                                       | 6.41,48 | USA David Smith Thomas Foster | 6.56,99 |

### Damer
Icke olympisk klass
| Gren                     | Guld | Guld    | Silver | Silver  | Brons | Brons                                  |
| Singelsculler (W1x)      | Sanita Pušpure Irland | 7.20,12 | Jeannine Gmelin Schweiz | 7.25,93 | Magdalena Lobnig Österrike | 7.29,51                                |
| Dubbelsculler (W2x)      | Litauen Milda Valčiukaitė Ieva Adomavičiūtė                                                                                       | 6.44,15 | Nya Zeeland Brooke Donoghue Olivia Loe | 6.46,28 | USA Meghan O'Leary Ellen Tomek | 6.47,75                                |
| Scullerfyra (W4x)        | Polen Agnieszka Kobus Marta Wieliczko Maria Springwald Katarzyna Zillmann                                                         | 6.08,96 | Tyskland Marie-Cathérine Arnold Carlotta Nwajide Franziska Kampmann Frieda Hämmerling                                                          | 6.11,42 | Nederländerna Olivia van Rooijen Karolien Florijn Sophie Souwer Nicole Beukers                                                             | 6.11,79                                |
| Tvåa utan styrman (W2−)  | Kanada Caileigh Filmer Hillary Janssens                                                                                           | 6.50,67 | Nya Zeeland Grace Prendergast Kerri Gowler | 6.52,96 | Spanien Anna Boada Aina Cid | 7.04,60                                |
| Fyra utan styrman (W4−)  | USA Madeleine Wanamaker Erin Boxberger Molly Bruggeman Erin Reelick                                                               | 6.25,57 | Australien Lucy Stephan Katrina Werry Sarah Hawe Molly Goodman                                                                                 | 6.27,09 | Ryssland Jekaterina Sevostianova Anastasia Tichanova Jekaterina Potapova Jelena Orjabinskaja                                               | 6.27,36                                |
| Åtta med styrman (W8+)   | USA Kristine O'Brien Felice Mueller Victoria Opitz Gia Doonan Dana Moffat Tracy Eisser Emily Regan Olivia Coffey Katelin Guregian | 6.00,97 | Kanada Lisa Roman Stephanie Grauer Madison Mailey Susanne Grainger Christine Roper Sydney Payne Jennifer Martins Rebecca Zimmerman Kristen Kit | 6.03,05 | Australien Leah Saunders Georgina Gotch Rosemary Popa Georgina Rowe Annabelle McIntyre Ciona Wilson Jacinta Edmunds Emma Fessey James Rook | 6.03,06                                |
| Lättvikt                 | |         | |         | |                                        |
| Singelsculler (LW1x)     | Laura Tarantola Frankrike | 7.51,79 | Clara Guerra Italien | 7.51,96 | Imogen Grant Storbritannien | 7.52,61                                |
| Dubbelsculler (LW2x)     | Rumänien Ionela-Livia Lehaci Gianina Beleagă                                                                                      | 6.50,71 | USA Emily Schmieg Mary Jones | 6.52,30 | Nederländerna Marieke Keijser Ilse Paulis                                                                                                  | 6.52,56                                |
| Scullerfyra (LW4x)       | Kina Wu Qiang Liang Guoru Chen Fang Pan Dandan                                                                                    | 6.28,32 | Danmark Trine Toft Andersen Aja Runge Holmegaard Juliane Rasmussen Mathilde Persson                                                            | 6.33,33 | Tyskland Fini Sturm Caroline Meyer Ladina Meier Anja Noske                                                                                 | 6.34,25                                |
| Tvåa utan styrman (LW2−) | Italien Serena Lo Bue Giorgia Lo Bue                                                                                              | 7.30,84 | USA Jennifer Sager Jillian Zieff | 7.45,50 | ingen medaljör endast två båtar deltog | ingen medaljör endast två båtar deltog |

### Pararodd
Icke paralympisk klass
| Gren                            | Guld                                                                                           | Guld     | Silver                                                                                | Silver                               | Brons                                                                                      | Brons                                |
| Herrar                          |                                                                                                |          |                                                                                       |                                      |                                                                                            |                                      |
| PR1 singelsculler (PR1M1x)      | Erik Horrie Australien                                                                         | 9.16,90  | Roman Poljanskyj Ukraina                                                              | 9.17,36                              | Aleksej Tjuvasjev Ryssland                                                                 | 9.35,33                              |
| PR2 singelsculler (PR2M1x)      | Corne de Koning Nederländerna                                                                  | 8.35,89  | Jeremy Hall Kanada                                                                    | 8.42,46                              | Daniele Stefanoni Italien                                                                  | 8.52,08                              |
| PR3 tvåa utan styrman (PR3M2−)  | Kanada Kyle Fredrickson Andrew Todd                                                            | 7.12,82  | Australien James Talbot Jed Altschwager                                               | 7.23,96                              | Frankrike Jérôme Pailler Laurent Viala                                                     | 7.29,08                              |
| Damer                           |                                                                                                |          |                                                                                       |                                      |                                                                                            |                                      |
| PR1 singelsculler (PR1W1x)      | Birgit Skarstein Norge                                                                         | 10.13,63 | Moran Samuel Israel                                                                   | 11.02,06                             | Hallie Smith USA                                                                           | 11.17,56                             |
| PR2 singelsculler (PR2W1x)      | Perle Bouge Frankrike                                                                          | 9.39,73  | Annika van der Meer Nederländerna                                                     | 9.45,52                              | Jolanta Majka Polen                                                                        | 9.58,52                              |
| PR3 tvåa utan styrman (PR3W2−)  | USA Danielle Hansen Jaclyn Smith                                                               | 7:39.30  | inga medaljörer endast en båt deltog                                                  | inga medaljörer endast en båt deltog | inga medaljörer endast en båt deltog                                                       | inga medaljörer endast en båt deltog |
| Mix                             |                                                                                                |          |                                                                                       |                                      |                                                                                            |                                      |
| PR2 dubbelsculler (PR2Mix2x)    | Nederländerna Annika van der Meer Corné de Koning                                              | 8.07,92  | Polen Michał Gadowski Jolanta Majka                                                   | 8.12,60                              | Ukraina Svitlana Bohuslavska Iaroslav Koiuda                                               | 8.20,61                              |
| PR3 dubbelsculler (PR3Mix2x)    | Brasilien Diana Barcelos Jairo Klug                                                            | 7.30,82  | Österrike Johanna Beyer David Erkinger                                                | 7.42,68                              | Ryssland Evgenii Borisov Valentina Zhagot                                                  | 7.49,93                              |
| PR3 fyra med styrman (PR3Mix4+) | Storbritannien Ellen Buttrick Grace Clough Oliver Stanhope Daniel Brown Erin Wysocki-Jones (c) | 7.00,36  | USA Alexandra Reilly Michael Varro Charley Nordin Danielle Hansen Jennifer Sichel (c) | 7.02,13                              | Frankrike Élodie Lorandi Guylaine Marchand Rémy Taranto Antoine Jesel Robin Le Barreau (c) | 7.04,93                              |

## Medaljtabell

### Rodd
| Nr                   | Nation               | Guld | Silver | Brons | Totalt |
| -------------------- | -------------------- | ---- | ------ | ----- | ------ |
| 1                    | Italien              | 3    | 4      | 0     | 7      |
| 2                    | Tyskland             | 3    | 1      | 1     | 5      |
| 3                    | USA                  | 2    | 2      | 3     | 7      |
| 4                    | Frankrike            | 2    | 0      | 1     | 3      |
| 5                    | Irland               | 2    | 0      | 0     | 2      |
| 6                    | Australien           | 1    | 3      | 1     | 5      |
| 7                    | Kanada               | 1    | 1      | 0     | 2      |
| 7                    | Rumänien             | 1    | 1      | 0     | 2      |
| 9                    | Litauen              | 1    | 0      | 1     | 2      |
| 10                   | Kina                 | 1    | 0      | 0     | 1      |
| 10                   | Kroatien             | 1    | 0      | 0     | 1      |
| 10                   | Norge                | 1    | 0      | 0     | 1      |
| 10                   | Polen                | 1    | 0      | 0     | 1      |
| 14                   | Schweiz              | 0    | 3      | 0     | 3      |
| 15                   | Nya Zeeland          | 0    | 2      | 1     | 3      |
| 16                   | Danmark              | 0    | 1      | 0     | 1      |
| 16                   | Grekland             | 0    | 1      | 0     | 1      |
| 16                   | Tjeckien             | 0    | 1      | 0     | 1      |
| 19                   | Storbritannien       | 0    | 0      | 3     | 3      |
| 20                   | Nederländerna        | 0    | 0      | 2     | 2      |
| 21                   | Belgien              | 0    | 0      | 1     | 1      |
| 21                   | Ryssland             | 0    | 0      | 1     | 1      |
| 21                   | Spanien              | 0    | 0      | 1     | 1      |
| 21                   | Turkiet              | 0    | 0      | 1     | 1      |
| 21                   | Ukraina              | 0    | 0      | 1     | 1      |
| 21                   | Österrike            | 0    | 0      | 1     | 1      |
| Totalt (26 nationer) | Totalt (26 nationer) | 20   | 20     | 19    | 59     |

### Pararodd
| Nr                   | Nation               | Guld | Silver | Brons | Totalt |
| -------------------- | -------------------- | ---- | ------ | ----- | ------ |
| 1                    | Nederländerna        | 2    | 1      | 0     | 3      |
| 2                    | USA                  | 1    | 1      | 1     | 3      |
| 3                    | Australien           | 1    | 1      | 0     | 2      |
| 3                    | Kanada               | 1    | 1      | 0     | 2      |
| 5                    | Frankrike            | 1    | 0      | 2     | 3      |
| 6                    | Brasilien            | 1    | 0      | 0     | 1      |
| 6                    | Norge                | 1    | 0      | 0     | 1      |
| 6                    | Storbritannien       | 1    | 0      | 0     | 1      |
| 9                    | Polen                | 0    | 1      | 1     | 2      |
| 9                    | Ukraina              | 0    | 1      | 1     | 2      |
| 11                   | Israel               | 0    | 1      | 0     | 1      |
| 11                   | Österrike            | 0    | 1      | 0     | 1      |
| 13                   | Ryssland             | 0    | 0      | 2     | 2      |
| 14                   | Italien              | 0    | 0      | 1     | 1      |
| Totalt (14 nationer) | Totalt (14 nationer) | 9    | 8      | 8     | 25     |